# Diplectanotrema balistes
Diplectanotrema balistes är en plattmaskart. Diplectanotrema balistes ingår i släktet Diplectanotrema och familjen Dactylogyridae. Inga underarter finns listade i Catalogue of Life.